# Stylogomphus albistylus
Stylogomphus albistylus là loài chuồn chuồn trong họ Gomphidae. Loài này được Hagen in Selys mô tả khoa học đầu tiên năm 1878.

## Hình ảnh

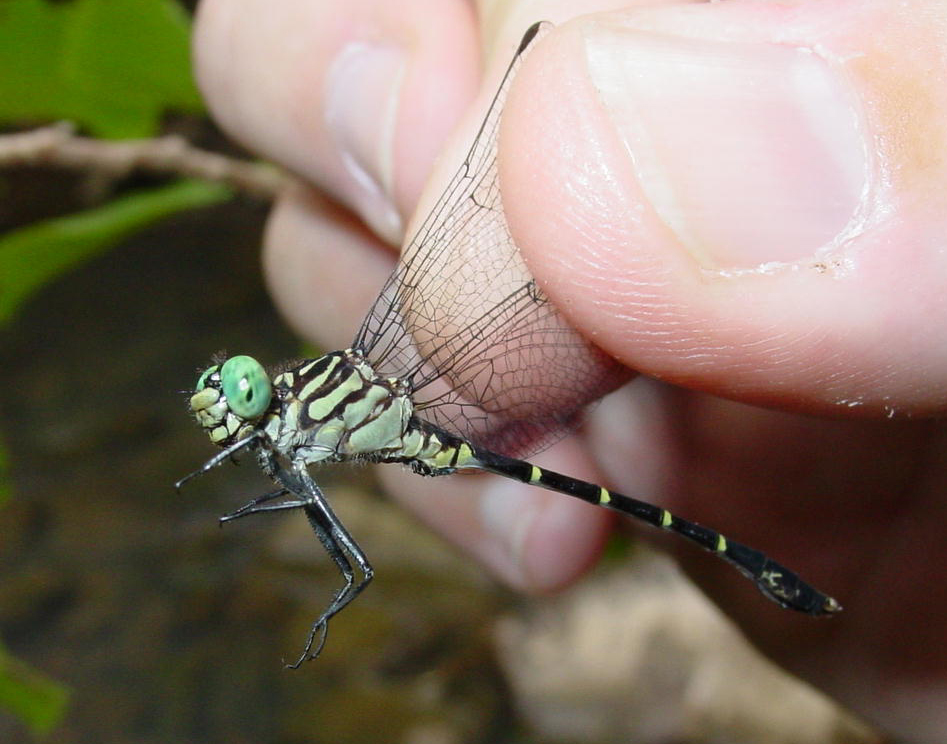